# Lista de representantes permanentes de Marrocos nas Nações Unidas
Esta é uma lista de representantes permanentes de Marrocos, ou outros chefes de missão, junto da Organização das Nações Unidas em Nova Iorque.
Marrocos foi admitido como membro das Nações Unidas a 12 de novembro de 1956.
| Início | Término | Representante permanente (Chefe de missão) | Cargo                    | Credenciais |
| ------ | ------- | ------------------------------------------ | ------------------------ | ----------- |
| …      | …       |                                            |                          |             |
| 1961   | 1964    | Ahmed Taibi Benhima                        | Representante permanente |             |
| 1965   | 1967    | Dey Ould Sidi Baba                         | Representante permanente |             |
| 1967   | 1971    | Ahmed Taibi Benhima                        | Representante permanente |             |
| 1971   | 1974    | Mahdi Mrani Zentar                         | Representante permanente |             |
| …      | …       |                                            |                          |             |
| 1976   | 1977    | Ali Benjelloun                             | Representante permanente |             |
| 1978   | 1980    | Abdellatif Filali                          | Representante permanente |             |
| 1980   | 1984    | Mahdi Mrani Zentar                         | Representante permanente |             |
| 1984   | 1985    | Ali Benjelloun                             | Representante permanente |             |
| 1985   | 1986    | Moulay Mehdi Alaoui                        | Representante permanente | 1985-04-15  |
| …      | …       |                                            |                          |             |
| 1990   | 1991    | Aziz Hasbi                                 | Representante permanente |             |
| 1992   | 2001    | Ahmed Snoussi                              | Representante permanente |             |
| 2001   | 2006    | Mohamed Bennouna                           | Representante permanente | 2001-04-09  |
| 2006   | 2008    | El Mostafa Sahel                           | Representante permanente | 2006-03-02  |
| 2008   | 2014    | Mohammed Loulichki                         | Representante permanente | 2008-11-21  |
| 2014   | atual   | Omar Hilale                                | Representante permanente | 2014-04-23  |